# Arrondissement Alkmaar
Alkmaar was een arrondissement van het voormalige Franse Zuiderzeedepartement. Het arrondissement is ontstaan na de Franse annexatie van het voormalige koninkrijk Holland, toen de departementen Amstelland en Utrecht werden samengevoegd en de Franse bestuurstructuur met arrondissementen werd ingevoerd. De onderprefectuur bevond zich te Alkmaar. Het arrondissement was op 1 januari 1811 ingesteld en is per 11 april 1814 opgeheven. De onderprefect was Gijsbert Fontein Verschuier.
Er bestaat overigens nog steeds een Nederlands gerechtelijk arrondissement Alkmaar dat grotendeels de contouren van het Franse arrondissement volgde (met de toevoeging van het voormalige arrondissement Hoorn in 1877), tot aan de invoering van de Nieuwe Gerechtelijke Kaart in 2011.

## Kantons
Het arrondissement was samengesteld uit de volgende kantons:
- kanton Alkmaar
- kanton De Rijp
- kanton Schagen
- kanton Texel
- kanton Wieringen
- kanton Zijpe

## Noot
1. ↑  Compilatie 100 jaar gerechtsgebouw[dode link], Historische Vereniging Alkmaar